# Dulwich Hamlet Football Club
Il Dulwich Hamlet Football Club è un club calcistico inglese di East Dulwich, nei sobborghi di Londra.

## Storia
Il club venne fondato nel 1893 da Lorraine 'Pa' Wilson. Nel 1899 il club fu tra i membri fondatori della Dulwich League, che vinse per due stagioni consecutive, compresa quella inaugurale. Nel 1907 il club si unì sia alla Isthmian League che alla Spartan League, lasciando però quest'ultima dopo una sola stagione, al termine della stagione 1907-1908; nella stagione 1919-1920 vinse per la prima volta la Isthmian League, conquistando anche nella stessa stagione la sua prima FA Amateur Cup: vinse ciascuna di queste due competizioni in quattro diverse occasioni nell'arco dei due successivi decenni. Il club retrocesse nella Division One della Isthmian League al termine della stagione 1976-1977, tornando comunque in Premier Division già al termine della stagione successiva; ad eccezione delle stagioni dal 1989 al 1992, trascorse nuovamente in Division One della Isthmian League, il club continua a giocare in Isthmian League, campionato che dal 1979 diventa però a tutti gli effetti la sesta divisione dietro alla neonata Alliance Premier League. Nel 1980 il Dulwich Hamlet partecipa alla sua prima competizione internazionale ufficiale, ottenendo due vittorie (nelle due partite casalinghe) e due pareggi (nelle due partite in trasferta) nella Coppa Anglo-Italiana 1980.
Nella stagione 1998-1999 il club raggiunge il primo turno della FA Cup per la prima volta dal 1948, perdendo per 1-0 contro il Southport; al termine della stagione 2000-2001 arriva una nuova retrocessione in Division One della Isthmian League, categoria in cui il club rimane fino al termine della stagione 2012-2013, perdendo peraltro 3 finali play-off in 12 anni. Nel 2013 torna quindi in Isthmian League, campionato diventato il settimo livello inglese a partire dalla stagione 2005-2006 a causa della nascita di Conference North e Conference South come campionati di sesto livello. Dal 2014 al 2018 il club centra quattro qualificazioni consecutive ai play-off della Isthmian League: dopo due eliminazioni in semifinale ed una finale persa, nella stagione 2017-2018, nella quale il campionato si era concluso con un secondo posto in classifica, vince i play-off sconfiggendo il Leiston e l'Hendon, e centrando così la promozione in National League South (sesta divisione), lasciando per la prima volta dopo 111 anni consecutivi la Isthmian League, categoria in cui negli anni seguenti conquista la salvezza. Nella stagione 2019-2020 raggiunge nuovamente il primo turno della FA Cup, in cui perde per 4-1 contro il Carlisle Utd.

## Stadio
Nei primi due anni di vita, dal 1893 al 1895, il club giocò al Woodwarde Road, per poi trasferirsi al College Farm, dove rimase per una sola stagione, per poi passare al Sunray Avenue, dove rimase fino al 1902. Dal 1902 al 1912 giocò al Freeman's Ground di Champion Hill, località in cui poco dopo fu costruito lo stadio omonimo nel 1931.
Questo stadio venne usato anche per diversi incontri internazionali, tra cui quelli dei Giochi Olimpici del 1948; nel 1991 lo stadio venne demolito, in quanto troppo obsoleto per i nuovi standard di sicurezza richiesti per gli stadi inglesi dopo il disastro di Hillsborough ed anche in condizioni troppo precarie per poterlo adeguare agli standard stessi. Durante la stagione 1991-1992 il club giocò al Sandy Ground, impianto casalingo del Tooting & Mitcham United, e nel frattempo un nuovo e più piccolo stadio venne completato nello stesso sito del vecchio Champion Hill. L'impianto, chiamato Champion Hill come il precedente, venne inaugurato all'inizio della stagione 1992-1993.

## Allenatori
- Alan Smith (1977-1981)
- Joe Fascione (1990-1991)
- Jim Cannon (1991-1994)
- John Ryan (1996-1997)
- Wayne Burnett (2006-2007)

## Palmarès

### Competizioni nazionali
- FA Amateur Cup: 4

1919–1920, 1931–1932, 1933–1934, 1936–1937
- Isthmian League: 4

1919-1920, 1925-1926, 1932-1933, 1948-1949

### Competizioni regionali
- Isthmian League Division One: 1

1977-1978
- Isthmian League Division One South: 1

2012-2013
- Dulwich League: 2

1899-1900, 1900-1901
- London Senior Cup: 5

1924–1925, 1938–1939, 1949–1950, 1983–1984, 2003–2004
- London Charity Cup: 1

1919-1920
- Surrey Senior Cup: 16

1904–1905, 1905–1906, 1908–1909, 1909–1910, 1919–1920, 1922–1923, 1924–1925, 1927–1928, 1933–1934, 1936–1937, 1946–1947, 1949–1950, 1957–1958, 1958–1959, 1973–1974, 1974–1975
- London Challenge Cup: 1

1998-1999
- London Junior Cup: 1

1899-1900